# Bisdom Tura
Het bisdom Tura (Latijn: Dioecesis Turana) is een rooms-katholiek bisdom met als zetel Tura, in India. Het bisdom is suffragaan aan het aartsbisdom Shillong. 

## Geschiedenis
Het bisdom werd opgericht op 1 maart 1973, uit delen van het aartsbisdom Shillong-Gauhati. 

## Parochies
Het bisdom had in 2020 een oppervlakte van 8.167 km2 en telde 1.184.800 inwoners waarvan 26,8% rooms-katholiek was.

## Bisschoppen
- Orestes Marengo (apostolisch administrator: 1 maart 1973 - 12 januari 1979)
- George Mamalassery (12 januari 1979 - 21 april 2007)
- Andrew Raksam Marak (21 april 2007 - heden; coadjutor sinds 3 juni 2004)
  - Jose Chirackal (hulpbisschop: 24 februari 2020 - heden)

Shillong (aartsbisdom) · Agartala · Aizawl · Jowai · Nongstoin · Tura